# بردي (مقاطعة دهلران)
بردي (بالفارسية: بردی) هي مستوطنة تقع في قسم سيدابراهيم الريفي (مقاطعة دهلران) في إيران. يقدر عدد سكانها بـ 853 نسمة .